# William Corbett
William Corbett (ochrz. 18 lipca 1680 w Londynie, zm. 7 marca 1748 tamże)  – angielski kompozytor i skrzypek oraz kolekcjoner instrumentów muzycznych.
Jego najwcześniejsze kompozycje były piosenkami oraz muzyką ilustracyjną dla przedstawień w teatrze Lincoln’s Inn Fields, w którym również grał. W 1705 został zaangażowany do gry w orkiestrze w nowym Queen's Theatre na Haymarket, gdzie w następnym roku jego opera The British Enchanters, or No Magick Like Love była wystawiana 11 razy .
Był ceniony jako solowy instrumentalista, często występujący w Londynie jako główna atrakcja podczas koncertów innych muzyków. Grał nie tylko na skrzypcach, ale promował również instrumenty  nieznane wówczas w Anglii, jak archlute, viola d’amore czy mandolina .
W 1709 został przyjęty do królewskiej orkiestry, otrzymując dożywotnią pensję, mimo że przez 13 lat w różnych okresach mieszkał za granicą aż do 1713. Przez wiele lat mieszkał we Włoszech, gdzie zgromadził kolekcję instrumentów o tak dużej wartości, iż podejrzewano, że mógł sobie na to pozwolić tylko dlatego, że rząd płacił mu za szpiegowanie księcia Jakuba Stuarta .

## Wybrane dzieła sceniczne Corbetta
- Henry VI (1699) – libretto Thomas Betterton
- As You Find It (1703)
- Love Betray's, or The Agreeable Disappointment (1703)
- British Enchanters, or No Magick Like Love (1706)
- Le Bizzarie Universali (1728)